# Пасмугі
Пасмугі (пол. Pasmugi) — село в Польщі, у гміні Борки Радинського повіту Люблінського воєводства.
Населення — 72 особи (2011).

## Демографія
Демографічна структура станом на 31 березня 2011 року:
|          | Загалом | Допрацездатний вік | Працездатний вік | Постпрацездатний вік |
| -------- | ------- | ------------------ | ---------------- | -------------------- |
| Чоловіки | 36      | 8                  | 23               | 5                    |
| Жінки    | 36      | 4                  | 21               | 11                   |
| Разом    | 72      | 12                 | 44               | 16                   |